# Michèle Alliot-Marie
Michèle (Jeanne Honorine) Alliot-Marie (Villeneuve-le-Roi, 10 de setembro de 1946) é uma política francesa. Foi Ministra da Juventude e Desporto da França entre 29 de março de 1993 a 18 de maio de 1995. Também foi titular do Ministério da Defesa francês, no período de 7 de maio de 2002 a 18 de maio de 2007. Foi, ainda Ministra do Interior, dos Territórios Ultramarinos e das Colectividades Territoriais da França, no governo de François Fillon, entre 18 de maio de 2007 e 23 de junho de 2009.
Entre 23 de junho de 2009 e 13 de novembro de 2010, ocupou o cargo de Ministra da Justiça da França. Entre 14 de novembro de 2010 e 27 de fevereiro de 2011, foi Ministra dos Negócios Estrangeiros.